# Longlane
Longlane är en by i civil parishes Chieveley och Cold Ash, i distriktet West Berkshire, i grevskapet Berkshire i England. Byn är belägen 5 km från Newbury. Byn hade 1 087 invånare år 2021.